# 四寺廻廊
四寺廻廊（しじかいろう）は、9世紀に円仁（慈覚大師）が開山し、17世紀には松尾芭蕉が訪れた、東北地方の4つの寺を廻る巡礼コース。岩手県平泉町の中尊寺・毛越寺、宮城県松島町の瑞巌寺、山形県山形市の立石寺（山寺）によって2003年（平成15年）6月に発足した。

## 概要
円仁は下野国（現在の栃木県）に生まれ、9歳で仏門に入り比叡山延暦寺の最澄の弟子となった。承和5年（838年）には入唐して五台山や長安で仏教を学んだ。帰国後、第3代天台座主となって天台宗の布教に尽くし、死後に朝廷より慈覚大師の諡号を贈られた。円仁の東国巡錫の歴史的記録は定かではないが、関東・東北地方には円仁が開山したり再興したりしたと伝えられる寺院が数多く存在する。瑞巌寺は天長5年（828年）、中尊寺と毛越寺は嘉祥3年（850年）、立石寺は貞観2年（860年）にそれぞれ円仁により開山されたとの寺伝を持つ。
また、元禄2年（1689年）には俳人の松尾芭蕉が『奥の細道』の旅で四寺を訪れている。松島では同行の門人・曾良が「松島や 鶴に身を借れ ほととぎす」の句を残し、平泉で芭蕉は「夏草や 兵共が 夢の跡」「五月雨の 降残してや 光堂」の二句を、山寺では「閑さや 岩にしみ入る 蝉の声」と詠んでいる。
以上の歴史背景を縁として、2003年（平成15年）6月13日、四寺が連携して「みちのく古寺巡礼 四寺廻廊」が発足した。円仁が承和5年6月13日（838年7月8日）に、遣唐使とともに博多津より求法の旅に出航した日に当たり、毎年四寺の僧侶が参集して慈覚大師報恩法要が執り行われる。

## 一覧
松尾芭蕉の訪問日はいずれも1689年（元禄2年）。
| 寺号   | 画像           | （伝）円仁 創建年 | 松尾芭蕉 訪問日         | 現在の宗旨 | 本尊       | 所在地                 | 位置                                   |
| ------ | -------------- | ----------------- | ----------------------- | ---------- | ---------- | ---------------------- | -------------------------------------- |
| 中尊寺 | 中尊寺金色堂   | 850年 （嘉祥3年） | 旧：5月13日 新：6月29日 | 天台宗     | 阿弥陀如来 | 岩手県 西磐井郡 平泉町 | 北緯39度0分5.7秒 東経141度6分9.5秒     |
| 毛越寺 | 浄土庭園       | 850年 （嘉祥3年） | 訪問を示す 文献なし     | 天台宗     | 薬師如来   | 岩手県 西磐井郡 平泉町 | 北緯38度59分14秒 東経141度6分27秒      |
| 瑞巌寺 | 瑞巌寺本堂     | 828年 （天長5年） | 旧：5月09日 新：6月25日 | 臨済宗     | 聖観音菩薩 | 宮城県 宮城郡 松島町   | 北緯38度22分19.7秒 東経141度3分34.4秒  |
| 立石寺 | 開山堂・納経堂 | 860年 （貞観2年） | 旧：5月27日 新：7月13日 | 天台宗     | 薬師如来   | 山形県 山形市          | 北緯38度18分45.2秒 東経140度26分14.6秒 |

## 巡礼の方法

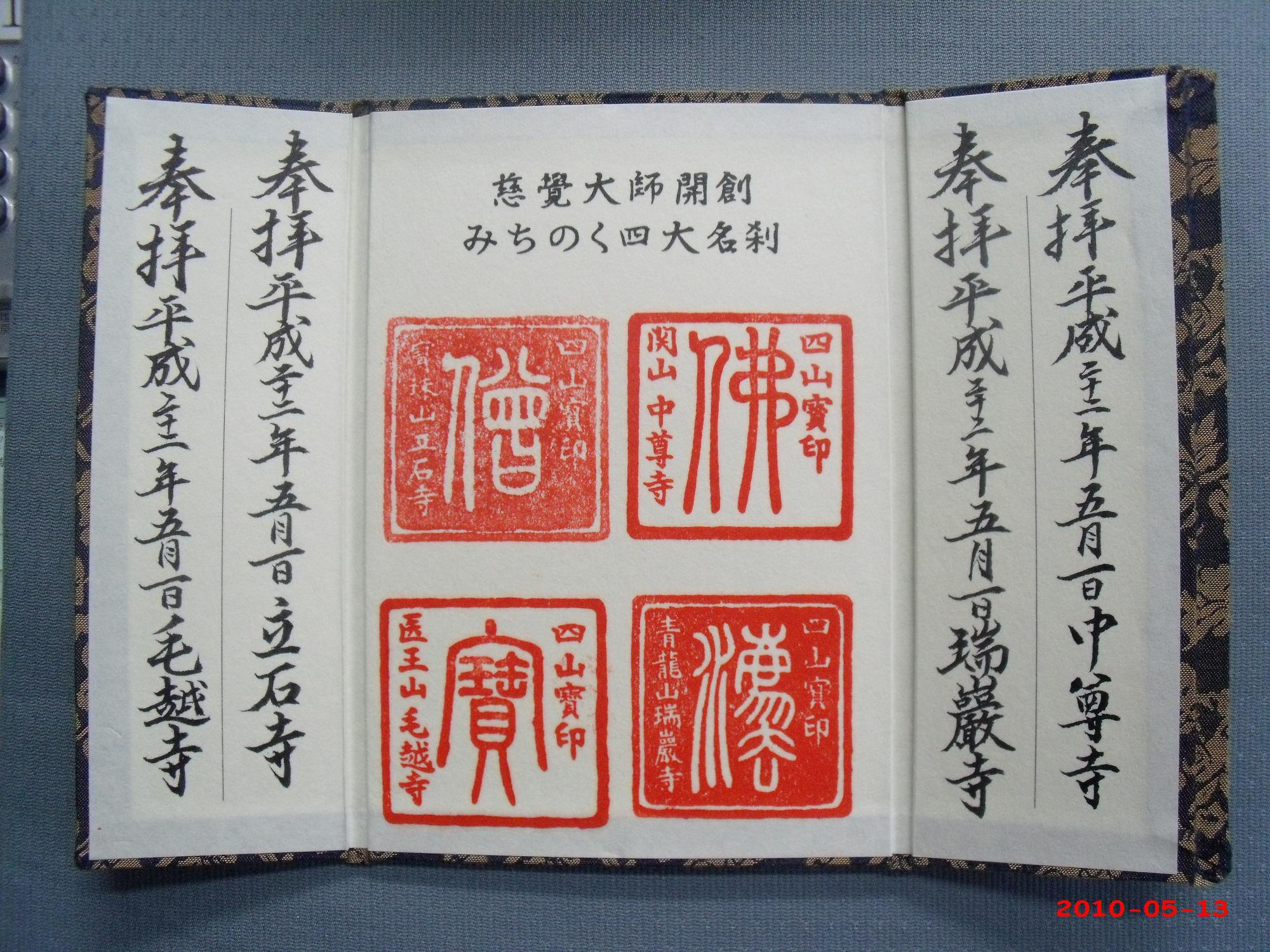
四寺廻廊ご朱印帳

四寺のいずれかで専用のご朱印帳を求め、四寺のご朱印がすべて揃うと結願の印と記念色紙が授与される。また般若心経一巻写経の用紙を四寺のいずれかで求め、納経すると四寺廻廊守り札が授与される。また巡礼の道中安全を祈る四寺廻廊守りを四寺の守札所で求めることができる。巡礼には決められた順番や期間はなく、随時巡礼を始めることができる。